# Amerykańskie Zbory Baptystyczne USA
Amerykańskie Zbory Baptystyczne USA (ang. American Baptist Churches USA, ABCUSA) – baptystyczny związek wyznaniowy w USA w 1995 skupiający 1 527 470 pełnoprawnych członków zrzeszonych w 5 711 zborach (parafiach). Poprzednie nazwy tej denominacji brzmiały: w latach 1907-1950 - Northern Baptist Convention (Północna Konwencja Baptystyczna), 1950-1972 - American Baptist Convention (Amerykańska Konwencja Baptystyczna).

## Geneza
Denominacja ma historyczne związki z najstarszym zborem baptystycznym w Ameryce Północnej - założonym przez Rogera Williamsa w 1638 Pierwszym Zborem Baptystycznym (First Baptist Church) w Providence w Rhode Island.

## Profil teologiczny
ABC są denominacją pod względem teologicznym progresywną, zaliczaną do kręgu Kościołów protestanckich "głównego nurtu" (ang. mainline). Taki profil ukształtowany został w wyniku opowiedzenia się po I wojnie światowej wiodących przedstawicieli Northern Baptist Convention przeciw fundamentalizmowi teologicznemu.

## Ustrój
Struktura kościelna zbudowana jest na zasadzie kongregacjonalizmu. Lokalne parafie (zbory) są samodzielne i dobrowolnie zrzeszone w ABC. Praktykuje się ordynację kobiet na urząd pastora.

## Członkostwo w organizacjach wyznaniowych i ponadwyznaniowych
Wspólnota jest członkiem National Council of Churches (Narodowa Rada Kościołów) w USA, Światowego Związku Baptystycznego i Światowej Rady Kościołów.

## Literatura
- Donald Tinder, American Baptist Churches, [w:] The New International Dictionary of the Christian Church, red. J.D. Douglas, E.E. Cairns, J.E. Ruark, Grand Rapids Mich. 1978 ISBN 0-310-23830-7 s. 33
- American Baptist Churches (ABCUSA), [w:] William H. Brackney, Historical Dictionary of Baptists, Lanham – London 1999, s. 6-9.